# Bulbophyllum flavicolor
Bulbophyllum flavicolor là một loài phong lan thuộc chi Bulbophyllum.